# Casa del Metge Serra
Casa del Metge Serra és una obra de Isona i Conca Dellà (Pallars Jussà) inclosa a l'Inventari del Patrimoni Arquitectònic de Catalunya.

## Descripció
Habitatge unifamiliar cantoner de planta baixa, dos pisos i golfa. Portal adovellat i balcó de pedra a la façana principal arrebossada. La mitgera deixa vista la pedra irregular, i l'entrada a l'era i un petit fet amb posterioritat.